# Fareed Armaly
Fareed Armaly (* 1957 in Iowa) ist ein US-amerikanischer Dokumentarfilmer, Multimedia– und Installationskünstler. Armaly ist ein Vertreter der sogenannten Context art/Kontext Kunst.

## Leben und Werk
Fareed Armaly wurde als Sohn libanesisch-palästinensischer Eltern in Iowa geboren und wuchs in New York auf. Von 1988 bis 1989 war er Herausgeber der Zeitschriften Terminal Zone und R.O.O.M. 1989 zog er von New York nach Köln. Von 1999 bis 2002 leitete er das Künstlerhaus Stuttgart. Er unterrichtete an zahlreichen internationalen Institutionen, unter anderem der Universität Hamburg und der Fachhochschule für Technik und Gestaltung Pforzheim.
Bekannt wurde Armaly mit seinem Beitrag Mix zur Ausstellung „Firminy“, die 1993 im gleichnamigen Ort bei Marseille in Le Corbusiers Unité d’Habitation stattfand. Aufsehen erregte er 1999 mit „From/To“ im Museum Witte de With in Rotterdam. In modifizierter Form wurde diese Arbeit auf der Documenta11 gezeigt.

„Er digitalisiert die Oberfläche eines Steins – den er als Sinnbild für die Welt an sich, aber auch für Architektur und für Waffen versteht – und projiziert dessen Konstruktionsraster als schematische Landkarte der palästinensischen Gebiete auf den Fussboden. In Zusammenarbeit mit Rashid Masharawi […] zeichnet Armaly darüber hinaus ein materialreiches Porträt des Landes und seiner Gegenwart.“

„Das Werk lieferte Informationen zu Themen wie Kinderarbeit, zur Situation der Frauen oder über das in Tel Aviv zusammenlaufende Telefonsystem, über das die verstreut lebenden Palästinenser kommunizieren müssen und das von den Israelis jederzeit unterbrochen werden kann.“
Armaly verweigerte 2024 Annahme des ihm zugedachten Käthe-Kollwitz-Preises, mit der Begründung, Kultureinrichtungen in Deutschland trügen durch Selbstzensur strukturell zur Entmenschlichung der Palästinenser bei. Die Vergabe des Preises wird für 2025 ausgesetzt.